# Escames
Escames est une commune française située dans le département de l'Oise en région Hauts-de-France.

## Géographie

### Description
Escames est un village rural picard de la haute vallée du Thérain et partiellement situé dans le Pays de Bray, situé à 21 km à l'est de Forges-les-Eaux, 12 km au sud-est de Formerie, 16 km au sud-ouest de Grandvilliers et 24 km au nord-ouest de Beauvais.
Il est desservi par la RD 133, qui suit la vallée du Thérain et permet de se rendre à Beauvais et Gaillefontaine.
En 1836, Louis Graves indiquait que le territoire d'Escames est « de forme irrégulière, a sa principale dimension du nord ah midi. Il est traversé par la vallée du Thérain , au fond de laquelle le chef-lieu est placé; un plateau élevé, terminé par un ravin, s'étend au nord de la rivière, tandis que la partie méridionale s'avance dans le pays de Bray ».

### Communes limitrophes
| Ernemont-Boutavent             |          | Loueuse  |
| Sully                          | Escames  | Songeons |
| Hécourt Saint-Quentin-des-Prés | Buicourt | Gerberoy |

### Hydrographie

#### Réseau hydrographique
La commune est située dans le bassin Seine-Normandie. Elle est drainée par le Thérain et divers autres petits cours d'eau,.
Le Thérain, d'une longueur de 94 km, prend sa source dans la commune de Gaillefontaine et se jette  dans l'Oise à Saint-Leu-d'Esserent, après avoir traversé 43 communes.

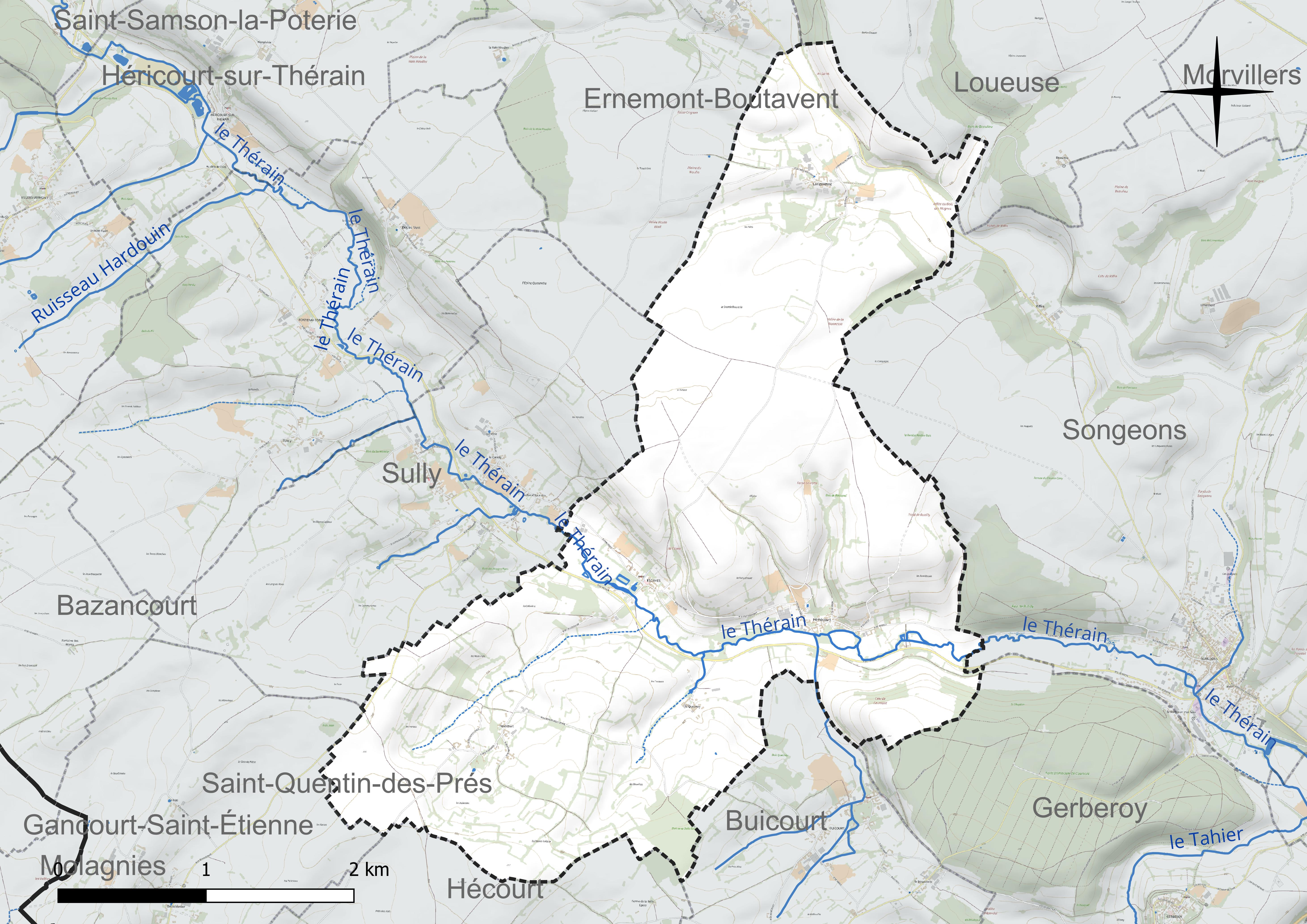
Réseau hydrographique d'Escames.

#### Gestion et qualité des eaux
Le territoire communal est couvert par le schéma d'aménagement et de gestion des eaux (SAGE) « Sensée ». Ce document de planification concerne un territoire de 1 219 km2 de superficie, délimité par le bassin versant du Thérain. Le périmètre a été arrêté le 27 janvier 2023 et le SAGE proprement dit est, en 2024, en cours d'élaboration. La structure porteuse de l'élaboration et de la mise en œuvre est le syndicat intercommunal de la Vallée du Thérain (SIVT).
La qualité des cours d'eau peut être consultée sur un site dédié géré par les agences de l'eau et l'Agence française pour la biodiversité.

### Climat
Pour des articles plus généraux, voir Climat des Hauts-de-France et Climat de l'Oise.
En 2010, le climat de la commune est de type climat océanique dégradé des plaines du Centre et du Nord, selon une étude du CNRS s'appuyant sur une série de données couvrant la période 1971-2000. En 2020, Météo-France publie une typologie des climats de la France métropolitaine dans laquelle la commune est exposée à un climat océanique et est dans la région climatique Côtes de la Manche orientale, caractérisée par un faible ensoleillement (1 550 h/an) ; forte humidité de l'air (plus de 20 h/jour avec humidité relative > 80 % en hiver), vents forts fréquents.
Pour la période 1971-2000, la température annuelle moyenne est de 10,1 °C, avec une amplitude thermique annuelle de 13,8 °C. Le cumul annuel moyen de précipitations est de 804 mm, avec 12,4 jours de précipitations en janvier et 8,5 jours en juillet. Pour la période 1991-2020, la température moyenne annuelle observée sur la station météorologique la plus proche, située sur la commune de Saint-Arnoult à 9 km à vol d'oiseau, est de 10,4 °C et le cumul annuel moyen de précipitations est de 797,2 mm,. Pour l'avenir, les paramètres climatiques de la commune estimés pour 2050 selon différents scénarios d'émission de gaz à effet de serre sont consultables sur un site dédié publié par Météo-France en novembre 2022.

## Urbanisme

### Typologie
Au 1er janvier 2024, Escames est catégorisée commune rurale à habitat très dispersé, selon la nouvelle grille communale de densité à sept niveaux définie par l'Insee en 2022.
Elle est située hors unité urbaine. Par ailleurs la commune fait partie de l'aire d'attraction de Beauvais, dont elle est une commune de la couronne,. Cette aire, qui regroupe 162 communes, est catégorisée dans les aires de 50 000 à moins de 200 000 habitants,.

### Occupation des sols
L'occupation des sols de la commune, telle qu'elle ressort de la base de données européenne d'occupation biophysique des sols Corine Land Cover (CLC), est marquée par l'importance des territoires agricoles (99,6 % en 2018), une proportion identique à celle de 1990 (99,6 %). La répartition détaillée en 2018 est la suivante : 
terres arables (47,5 %), prairies (46,1 %), zones agricoles hétérogènes (6,1 %), zones urbanisées (0,2 %), forêts (0,2 %). L'évolution de l'occupation des sols de la commune et de ses infrastructures peut être observée sur les différentes représentations cartographiques du territoire : la carte de Cassini (XVIIIe siècle), la carte d'état-major (1820-1866) et les cartes ou photos aériennes de l'IGN pour la période actuelle (1950 à aujourd'hui).

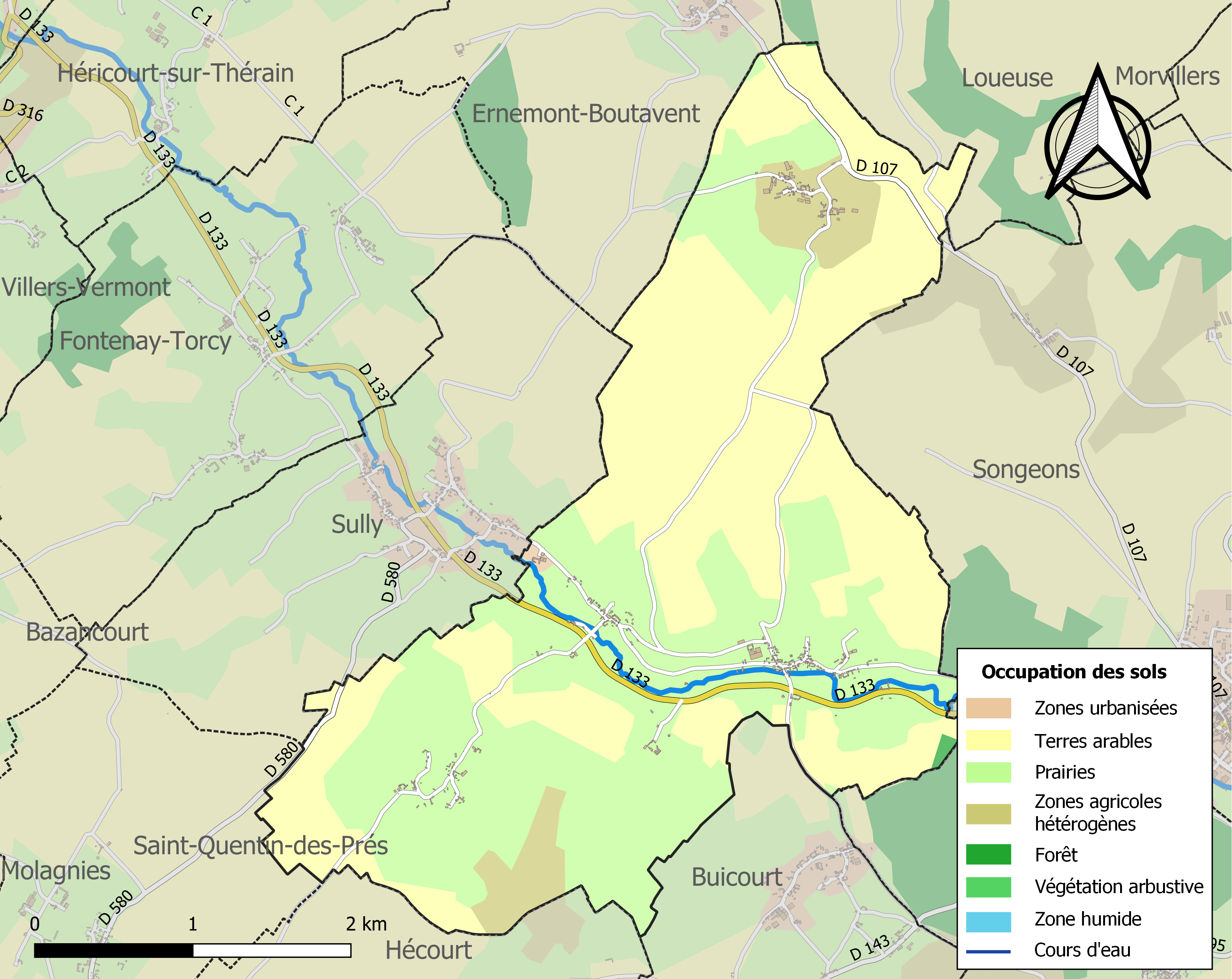
Carte des infrastructures et de l'occupation des sols de la commune en 2018 (CLC).

### Lieux-dits, hameaux et écarts
Escames comprend trois hameaux : 
- Longavesne, situé au nord de son territoire communal, sur le plateau. En 1836, il comptait a vingt-quatre feux. On y voyait une ancienne chapelle qui avait été convertie en habitation[1] ;
- Hémécourt, en aval du village sur le Thérain. Il comptait 80 maisons en 1836[1] ;
- Hévécourt, au sud du territoire, dans le Pays de Bray, qui comptait en 1836 40 maisons[1]

On compte également la ferme du Quesnoy, autrefois dite le Quesnoy-Mantille, à l'est d' Hévécourt

### Habitat et logement
En 2019, le nombre total de logements dans la commune était de 119, alors qu'il était de 116 en 2014 et de 108 en 2009.
Parmi ces logements, 82,4 % étaient des résidences principales, 7,6 % des résidences secondaires et 10,1 % des logements vacants. Ces logements étaient pour 96,6 % d'entre eux des maisons individuelles et pour 3,4 % des appartements.
Le tableau ci-dessous présente la typologie des logements à Escames en 2019 en comparaison avec celle de l'Oise et de la France entière. Une caractéristique marquante du parc de logements est ainsi une proportion de résidences secondaires et logements occasionnels (7,6 %) supérieure à celle du département (2,4 %) et à celle de la France entière (9,7 %). Concernant le statut d'occupation de ces logements, 80,6 % des habitants de la commune sont propriétaires de leur logement (78,9 % en 2014), contre 61,4 % pour l'Oise et 57,5 pour la France entière.
| Typologie                                               | Escames | Oise | France entière |
| ------------------------------------------------------- | ------- | ---- | -------------- |
| Résidences principales (en %)                           | 82,4    | 90,4 | 82,1           |
| Résidences secondaires et logements occasionnels (en %) | 7,6     | 2,4  | 9,7            |
| Logements vacants (en %)                                | 10,1    | 7,1  | 8,2            |

### Planification de l'aménagement
La commune s'est dotée en 2008 d'une carte communale, qui a rendu plusieurs terrains inconstructibles, occasionnant un recours de certains propriétaires concernés,.

### Voies de communication et transports
La commune est desservie, en 2023, par les lignes 612, 6104, 6113 et 6123 du réseau interurbain de l'Oise.

## Toponymie
La localité a été désignée comme Ecames , Escarmes.
Dérivé du bas-latin Scamæ, du latin scammum (élévation), le village est bâti à 125m. d'altitude sur le versant nord de la vallée du Thérain, il domine la rivière à l'ouest de Songeons.

## Histoire
Sous l'Ancien Régime, Escames faisait partie du marquisat de Ligneri lors de sa création en 1687, après avoir appartenu autrefois à la maison de Villepoix.
Louis Graves indique que « Fromericourt et Loueuse en dépendaient , de sorte que son territoire présentait un développement longitudinal d'environ quatre lieues ».
En 1836, quatre moulins sont exploités à Escames, ainsi que des carrières. On y fabriquait alors de la bonneterie et des lunettes
La commune est  desservie de 1894 à 1935 par la ligne de Milly-sur-Thérain à Formerie, une ligne de chemin de fer secondaire du réseau à voie métrique  des chemins de fer départementaux de l'Oise. Elle était exploitée par la compagnie des Chemins de fer de Milly à Formerie et de Noyon à Guiscard et à Lassigny puis par la compagnie générale de voies ferrées d'intérêt local.

La ligne Milly-Formerie
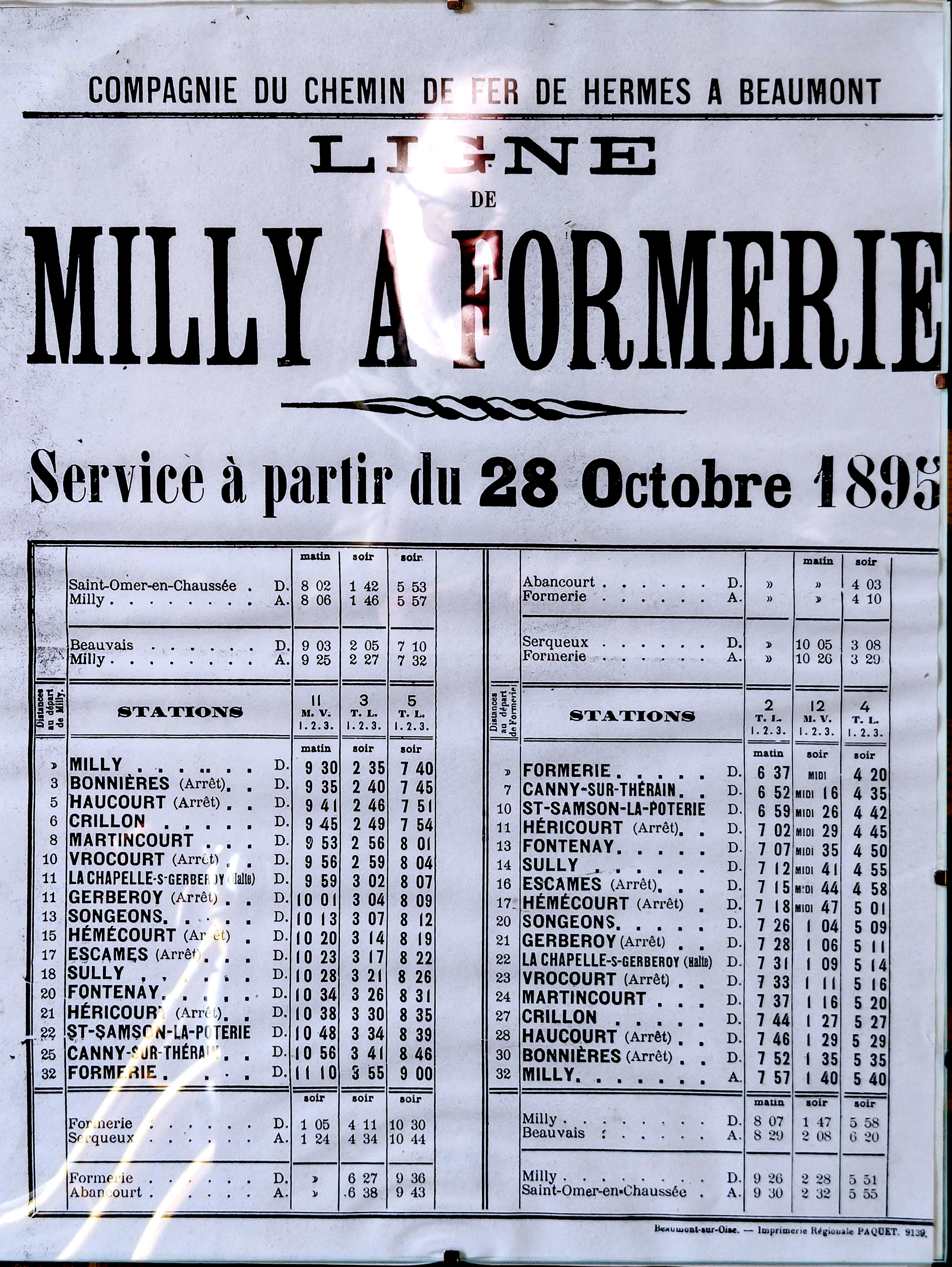
Horaires de 1895
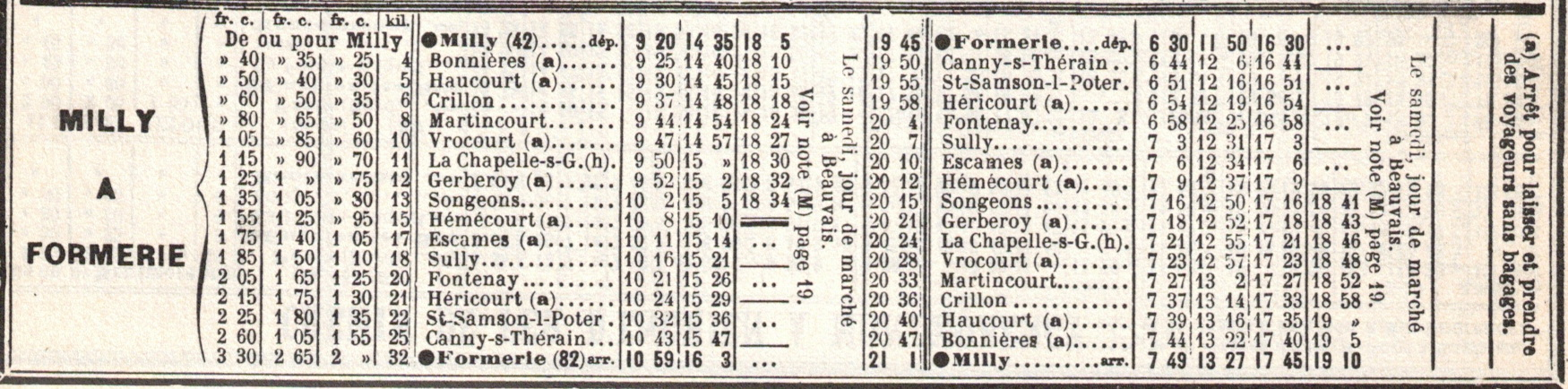
Horaires en mai 1914

## Politique et administration

### Rattachements administratifs et électoraux

#### Rattachements administratifs
La commune se trouve dans l'arrondissement de Beauvais du département de l'Oise.
Elle faisait partie depuis 1802 du canton de Songeons. Dans le cadre du redécoupage cantonal de 2014 en France, cette circonscription administrative territoriale a disparu, et le canton n'est plus qu'une circonscription électorale.

#### Rattachements électoraux
Pour les élections départementales, la commune est membre depuis 2014 du  canton de Grandvilliers
Pour l'élection des députés, elle fait partie de la deuxième circonscription de l'Oise.

### Intercommunalité
Escames est membre de la communauté de communes de la Picardie verte, un établissement public de coopération intercommunale (EPCI) à fiscalité propre créé fin 1996 et auquel la commune a transféré un certain nombre de ses compétences, dans les conditions déterminées par le code général des collectivités territoriales.

### Liste des maires
| Période                                  | Période                       | Identité          | Étiquette | Qualité |
| ---------------------------------------- | ----------------------------- | ----------------- | --------- | --- |
| Les données manquantes sont à compléter. |                               |                   |           | |
| mars 1995                                | En cours (au 2 décembre 2021) | Béatrice Belliard | DVD       | Vice-présidente de la CC de la Picardie verte (2001 → 2014) Chevalière de la Légion d'onneur Réélue pour le mandat 2020-2026, |

## Population et société

### Démographie

#### Évolution démographique
L'évolution du nombre d'habitants est connue à travers les recensements de la population effectués dans la commune depuis 1793. Pour les communes de moins de 10 000 habitants, une enquête de recensement portant sur toute la population est réalisée tous les cinq ans, les populations de référence des années intermédiaires étant quant à elles estimées par interpolation ou extrapolation. Pour la commune, le premier recensement exhaustif entrant dans le cadre du nouveau dispositif a été réalisé en 2008.

En 2022, la commune comptait 223 habitants, en évolution de +3,24 % par rapport à 2016 (Oise : +0,87 %, France hors Mayotte : +2,11 %).
| 1793 | 1800 | 1806 | 1821 | 1831 | 1836 | 1841 | 1846 | 1851 |
| ---- | ---- | ---- | ---- | ---- | ---- | ---- | ---- | ---- |
| 445  | 529  | 546  | 508  | 552  | 508  | 520  | 520  | 477  |

| 1856 | 1861 | 1866 | 1872 | 1876 | 1881 | 1886 | 1891 | 1896 |
| ---- | ---- | ---- | ---- | ---- | ---- | ---- | ---- | ---- |
| 448  | 416  | 424  | 383  | 382  | 357  | 340  | 329  | 318  |

| 1901 | 1906 | 1911 | 1921 | 1926 | 1931 | 1936 | 1946 | 1954 |
| ---- | ---- | ---- | ---- | ---- | ---- | ---- | ---- | ---- |
| 301  | 285  | 303  | 253  | 233  | 233  | 218  | 249  | 213  |

| 1962 | 1968 | 1975 | 1982 | 1990 | 1999 | 2006 | 2008 | 2013 |
| ---- | ---- | ---- | ---- | ---- | ---- | ---- | ---- | ---- |
| 186  | 178  | 184  | 182  | 183  | 208  | 205  | 204  | 215  |

| 2018 | 2022 | - | - | - | - | - | - | - |
| ---- | ---- | - | - | - | - | - | - | - |
| 218  | 223  | - | - | - | - | - | - | - |

#### Pyramide des âges
La population de la commune est relativement jeune.
En 2018, le taux de personnes d'un âge inférieur à 30 ans s'élève à 35,4 %, soit en dessous de la moyenne départementale (37,3 %). À l'inverse, le taux de personnes d'âge supérieur à 60 ans est de 26,2 % la même année, alors qu'il est de 22,8 % au niveau départemental.
En 2018, la commune comptait 114 hommes pour 104 femmes, soit un taux de 52,29 % d'hommes, largement supérieur au taux départemental (48,89 %).
Les pyramides des âges de la commune et du département s'établissent comme suit.
| Hommes | Classe d’âge | Femmes |
| ------ | ------------ | ------ |
| 2,6    | 90 ou +      | 1,0    |
| 6,1    | 75-89 ans    | 10,6   |
| 14,0   | 60-74 ans    | 18,3   |
| 25,4   | 45-59 ans    | 17,3   |
| 14,9   | 30-44 ans    | 19,2   |
| 17,5   | 15-29 ans    | 14,4   |
| 19,3   | 0-14 ans     | 19,2   |

| Hommes | Classe d’âge | Femmes |
| ------ | ------------ | ------ |
| 0,5    | 90 ou +      | 1,4    |
| 5,5    | 75-89 ans    | 7,6    |
| 15,6   | 60-74 ans    | 16,3   |
| 20,8   | 45-59 ans    | 20     |
| 19,4   | 30-44 ans    | 19,4   |
| 17,6   | 15-29 ans    | 16,2   |
| 20,6   | 0-14 ans     | 19,1   |

## Culture locale et patrimoine

### Lieux et monuments
- L'église Saint-Martin, qui porte la date de 1566 sur le portail méridional de la nef, est un bon exemple d'architecture gothique flamboyant dans l'ouest de l'Oise. L'édifice est constitué  d'une nef large et basse de trois travées, suivie d'un transept saillant et d'un chœur à cinq pans. Une petite tourelle d'escalier d'accès aux combles fait saillie à l'angle sud-ouest de la nef.
Le transept est encadré, de part et d'autre de la croisée centrale constituée de quatre gros piliers cylindriques qui devaient supporter autrefois un clocher en pierre, par deux croisillons qui étaient des chapelles seigneuriales.
L'église est construite en blocs de pierre crayeuse bien appareillés posés sur un soubassement constitué par un damier de grès et de silex.
Les fonts baptismaux sont du XIIIe siècle, constitués d'un fût circulaire entouré de six colonnettes indépendantes[29].

### Personnalités liées à la commune
- Jacques Rouland (1929-2002), célèbre animateur de radio et de télévision, est inhumé dans le cimetière de la commune[30].